# Schwerpunktwellenlänge
Die Schwerpunktwellenlänge {\displaystyle \lambda _{c}} (Index c für engl. centroid = Schwerpunkt) wird in der digitalen Signalverarbeitung als Maß eingesetzt, um ein Frequenzspektrum zu charakterisieren. Sie gibt an, wo sich der "Mittelpunkt" des Spektrums befindet.
Die Schwerpunktwellenlänge wird berechnet als gewichtetes arithmetisches Mittel der Wellenlängen {\displaystyle \lambda }, gewichtet mit ihren Amplituden anhand der Verteilungsfunktion {\displaystyle s(\lambda )}:
{\displaystyle \lambda _{c}={\frac {\int _{-\infty }^{\infty }\lambda \cdot s(\lambda )\,{\textrm {d}}\lambda }{\int _{-\infty }^{\infty }s(\lambda )\,{\textrm {d}}\lambda }}}

## Alternative Definition
Manchmal wird die Schwerpunktwellenlänge aus dem Median des Spektrums gebildet. Dies führt jedoch in der Regel zu abweichenden Ergebnissen, wenn das Signal nicht normalverteilt ist.

## Anwendung
Die Schwerpunktwellenlänge wird in der digitalen Audiotechnik bzw. Akustik zur Bestimmung der Klangfarbe eingesetzt.
In der Radiometrie wird die Schwerpunktwellenlänge genutzt, um Lichtquellen, z. B. LEDs, zu charakterisieren.